# هورتنس مانشيني
هورتنس مانشيني (بالفرنسية: Hortense Mancini) هي كاتِبة فرنسية، ولدت في 6 يونيو 1646 في روما في إيطاليا، وتوفيت في 9 نوفمبر 1699 في تشيلسي في المملكة المتحدة.

## وصلات خارجية
- هورتنس مانشيني على موقع الموسوعة البريطانية (الإنجليزية)